# Olaf Mertelsmann

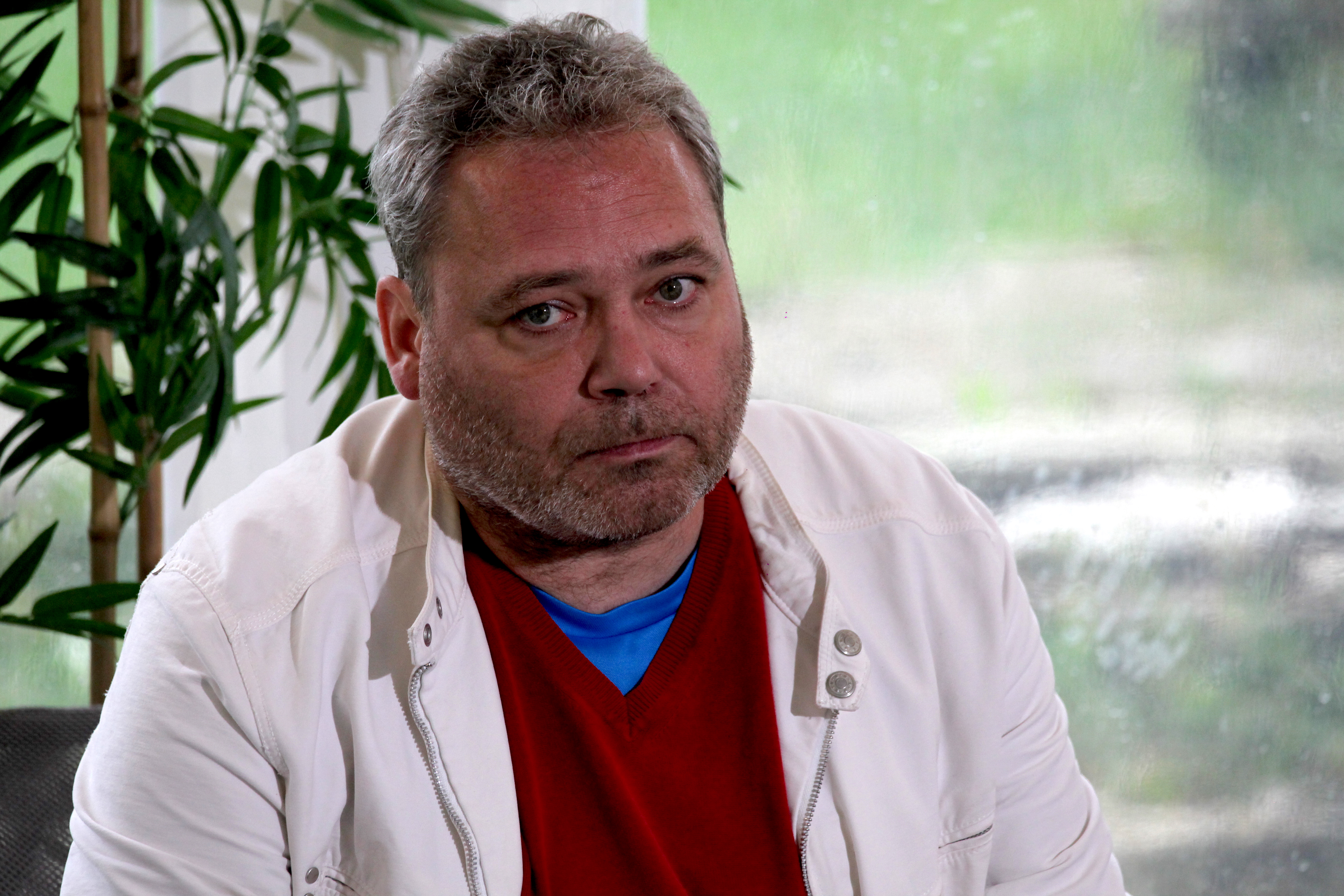
Olaf Mertelsmann (2021)

Olaf Mertelsmann (* 15. Januar 1969) ist ein deutscher Historiker, der an der Universität Tartu (deutsch: Dorpat) Moderne Geschichte lehrt.

## Leben
Mertelsmann besuchte von 1979 bis 1988 das Dietrich-Bonhoeffer-Gymnasium in Quickborn bei Hamburg und studierte danach an der Universität Hamburg in den Jahren 1990 bis 1995 die Fächer Geschichte, Deutsch, Finno-Ugristik und Pädagogik und schloss mit dem Ersten Staatsexamen für das Lehramt in Geschichte und Deutsch ab. Er wurde im Fach Geschichte der Neuzeit an derselben Universität promoviert. In den Jahren 1996 bis 1998 war er Assistent an der Universität Tartu. Von 1998 bis 2002 war er zuerst Professor an der Staatlichen Pädagogischen Universität Nowosibirsk im sibirischen Nowosibirsk und später im Rahmen des DAAD-Austauschprogramms Privatdozent an der Staatlichen Universität Nowosibirsk. 2003 kehrte er als Privatdozent an seine Alma Mater zurück.
Seit 2003 arbeitet Mertelsmann an der Universität Tartu mit den Schwerpunkten Sowjetische Geschichte und Moderne Geschichte.

## Preise und Auszeichnungen
- 2002: DAAD-Stipendium für Nowosibirsk.
- 2004–2006: Forschungsstipendium der DFG für Tartu.
- 2008: Stipendium (Fellowship) der Adam Smith Research Foundation an der Universität Glasgow.

## Veröffentlichungen (Auswahl)
- Die Sowjetisierung Estlands und seiner Gesellschaft, Kovač, Hamburg 2012, ISBN 978-3-8300-6273-8.
- als Herausgeber mit Kaarel Piirimäe: The Baltic Sea Region and the Cold War, Lang, Frankfurt am Main, 2012, ISBN 978-3-631-62310-7.
- als Herausgeber: Central and Eastern European Media under Dictatorial Rule and in the Early Cold War, Lang, Frankfurt am Main 2011, ISBN 978-3-631-61103-6.
- Der stalinistische Umbau in Estland. von der Markt- zur Kommandowirtschaft. Kovac, Hamburg 2006, ISBN 3-8300-1463-5.
- Die Sowjetisierung des estnischen Alltags während des Stalinismus. In: Norbert Angermann u. a.: Ostseeprovinzen, Baltische Staaten und das Nationale. LIT Verlag, Münster 2005, ISBN 3-8258-9086-4.
- als Herausgeber: Estland und Russland: Aspekte der Beziehungen beider Länder. Kovac, Hamburg 2005, ISBN 3-8300-1510-0.
- als Herausgeber: Sovietization of the Baltic States, 1940-1956, Ajalookirjanduse Sihtasutus, Tartu 2003, ISBN 998-593041X.